# Gwon Han-na
Gwon Han-na (nascida em 22 de novembro de 1989) é uma handebolista sul-coreana. Integrou a seleção sul-coreana feminina que terminou na décima posição no handebol dos Jogos Olímpicos de Verão de 2016, realizados no Rio de Janeiro, Brasil. Atua como armadora central e joga pelo clube Seoul City. Competiu pela Coreia do Sul no Campeonato Mundial de Handebol Feminino de 2013, na Sérvia.